# Ле-Ноэ-пре-Труа
Ле-Ноэ́-пре-Труа́ (фр. Les Noës-près-Troyes) — коммуна во Франции, находится в регионе Шампань — Арденны. Департамент — Об. Входит в состав кантона Ла-Шапель-Сен-Люк. Округ коммуны — Труа.
Код INSEE коммуны — 10265.
Коммуна расположена приблизительно в 140 км к юго-востоку от Парижа, в 80 км южнее Шалон-ан-Шампани, в 3 км к западу от Труа.

## Население
Население коммуны на 2008 год составляло 3168 человек.
| 1962 | 1968 | 1975 | 1982 | 1990 | 1999 | 2008 |
| ---- | ---- | ---- | ---- | ---- | ---- | ---- |
| 1274 | 1244 | 1169 | 3678 | 3398 | 3466 | 3168 |

## Администрация
| Период | Период | Фамилия        | Партия | Примечания |
| ------ | ------ | -------------- | ------ | ---------- |
| 1953   | 1981   | Пьер Ра        |        |            |
| 1981   | 2001   | Роже Дюжанкур  |        |            |
| 2001   | 2014   | Жан-Пьер Абель |        |            |

## Экономика
В 2007 году среди 2056 человек в трудоспособном возрасте (15—64 лет) 1451 были экономически активными, 605 — неактивными (показатель активности — 70,6 %, в 1999 году было 73,3 %). Из 1451 активных работали 1254 человека (622 мужчины и 632 женщины), безработных было 197 (82 мужчины и 115 женщин). Среди 605 неактивных 202 человека были учениками или студентами, 195 — пенсионерами, 208 были неактивными по другим причинам.

## Достопримечательности
- Церковь Рождества Богородицы (XVI век). Памятник истории с года[3]

## Города-побратимы
- Урмиц-Рейн (Германия, с 1981)

## Фотогалерея

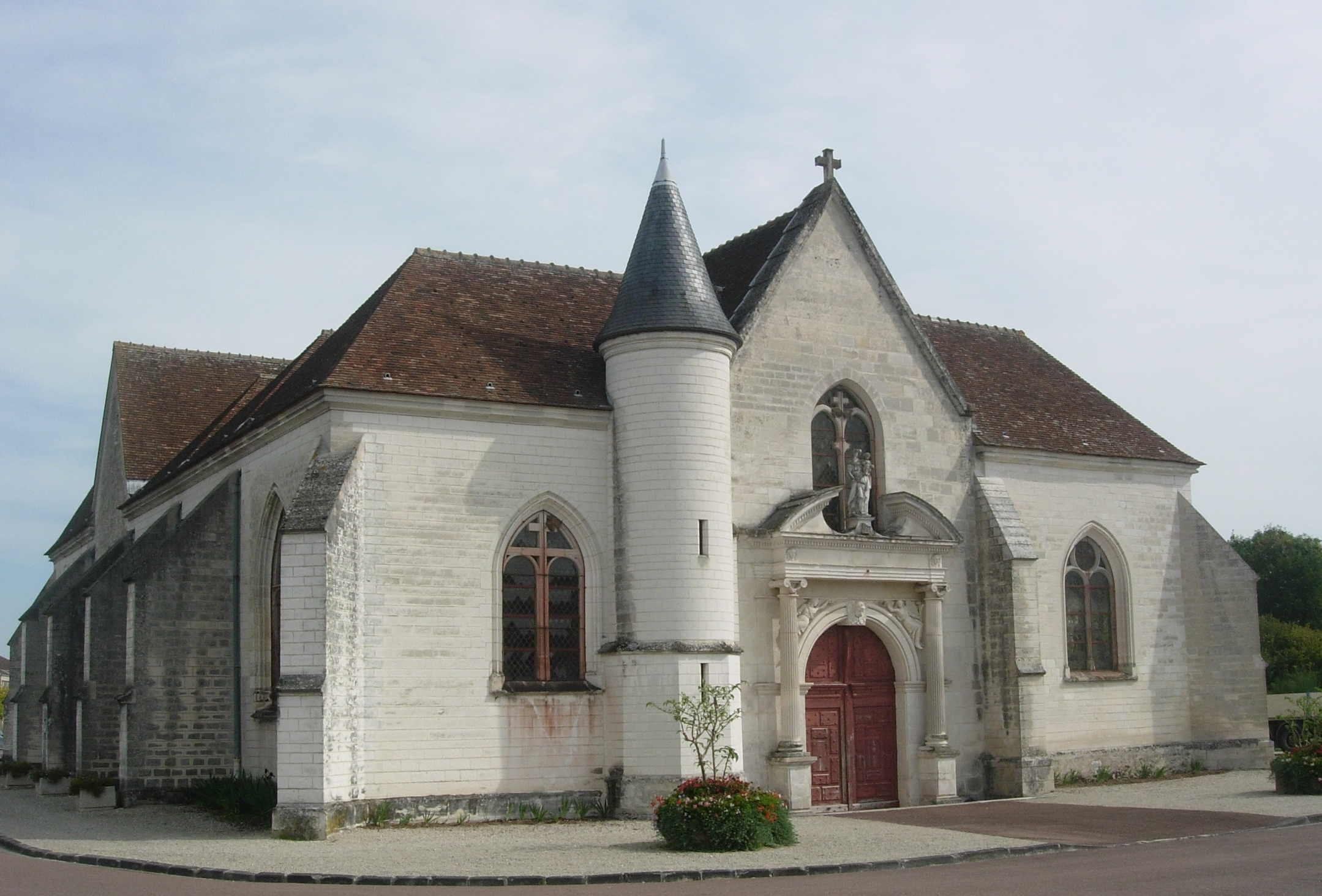
Церковь Рождества Богородицы
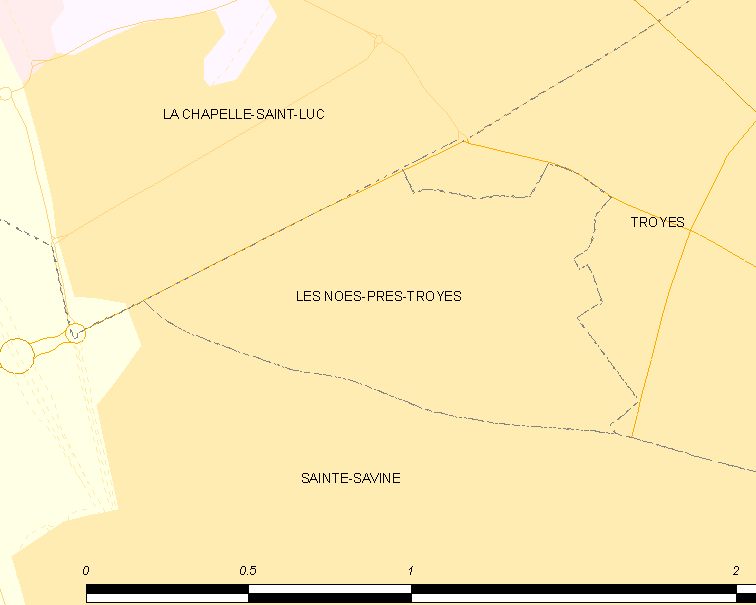
Карта коммуны